# ايبرهارد بودنشاتز
ايبرهارد بودنشاتز (بالألمانية: Eberhard Bodenschatz)‏ هو فيزيائي ألماني ولد في 22 أبريل 1959 في ريهاو. حصل على الدكتوراه في الفيزياء النظرية من جامعة بايرويت عام 1989. وفي عام 1991، خلال أبحاث ما بعد الدكتوراه له في جامعة كاليفورنيا في سانتا باربرا، حصل على درجة أستاذ الفيزياء التجريبية في جامعة كورنال  من عام 1992 إلى غاية 2005 خلال فترة ولايته في جامعة كورنال، وكان أستاذا زائرا في جامعة كاليفورنيا في سان دييغو (1999-2000). في عام 2003، أصبح عضوا في الجمعية العلمية ماكس بلانك ونائب مدير (2003-2005) ثم عين مديرا منذ عام 2005 لمعهد ماكس بلانك للديناميكية والتنظيم الذاتي. لا يزال إلى الآن يحتفظ بعلاقات وثيقة مع جامعة كورنيل، حيث هو أستاذ مساعد في الفيزياء والهندسة الميكانيكية والفضاء (منذ عام 2005).

## روابط أخرى
- Prof. Eberhard Bodenschatz's Fluid Dynamics, Pattern Formation and Nanobiocomplexity